# Tilsted Sogn
Tilsted Sogn er et sogn i Thisted Provsti (Aalborg Stift).
Tilsted Sogn hørte til Hundborg Herred i Thisted Amt. Sognet var en selvstændig sognekommune, da den ved kommunalreformen i 1970 blev indlemmet i Thisted Kommune.
I Tilsted Sogn ligger Tilsted Kirke.
I sognet findes følgende autoriserede stednavne:
- Bavnehøj (areal)
- Dragsbæk (bebyggelse)
- Dåsen (areal)
- Fil (bebyggelse)
- Silstrup (bebyggelse, ejerlav)
- Silstrup Hoved (areal)
- Tilsted (bebyggelse, ejerlav)